# Ballet de Barcelona
El Ballet de Barcelona fou una companyia de ballet, un projecte liderat per Joan Magriñà que va començar el 1951 i va finalitzar el 1953.
Aquell any, l'Asociación Cultural del Ballet, constituïda per crítics d'art, compositors, empresaris i mecenes -on destaquen figures com Alfons Puig, Sebastià Gasch, Xavier Montsalvatge, Alfons Santos Torroella i Juan Germán Schroeder, juntament amb Juan Antonio Pàmies, empresari i director artístic del Gran Teatre del Liceu- funda els Ballets de Barcelona amb l'objectiu d'equiparar-los a les formacions internacionals sorgides a partir de la iniciativa privada i que amb el temps han aconseguit esdevenir companyies oficials dels teatres d'òpera. Amb els Ballets de Barcelona, Joan Magriñà estrena al Teatre Romea, recala a continuació al Teatre Calderón i finalment realitza una gira per Espanya i diverses actuacions a París. Les dificultats econòmiques fan inviable la continuïtat del projecte i el 1953 la companyia s'incorpora al Liceu, esdevenint el Ballet del Gran Teatre del Liceu i recuperant part del seu repertori.
Entre les coreografies més importants que Magriñà crea per als Ballets de Barcelona podem citar Festa major, Tapices de Goya, La revoltosa, La moza y el estudiante, El diablo cojuelo o Romance de la fragua. Als anys seixanta, ja al Liceu, estrena Gavines, amb música de Joan Altisent. En aquesta línia d'escenificar obres de compositors catalans dona també forma a Els cinc continents de Joan Guinjoan i a Pierrot de Prats Trian.
El 1957, Magriñà deixa els escenaris per dedicar-se a la pedagogia i la creació. Durant els següents anys signa un gran nombre de coreografies, de les que avui no queda cap vestigi. Les obres de Magriñà han estat interpretades per ballarins de tres generacions, alguns dels quals han esdevingut amb el temps mestres de dansa, figures de renom en companyies estrangeres. El 1974 el coreògraf es jubila de l'Institut del Teatre, i el 1977, del Liceu.